# John McClane
John McClane er en fiktiv karakter og hovedpersonen i Die Hard-filmserien, baseret på Roderick Thorps aktionsroman Nothing Lasts Forever. I alle de fem film, der endnu er produceret, er rollen som McClane blevet spillet af skuespilleren Bruce Willis, og han er kendt for sine onelinere, inklusive hans berømte catchphrase "Yippee-ki-yay, motherfucker".
Empire rangerede McClane som nummer 12 på deres liste over 100 Greatest Movie Characters of All Time i 2008 og som nummer 7 i 2015. I en undersøgelse fra MTV stemte filmskabere, skuespillere og fans McClane ind som nummer tre efter Ellen Ripley og Dirty Harry på deres "Greatest Movie Badass of All Time". I april 2009 rangerede Entertainment Weekly John McClane på sjettepladsen på deres top 20 "All-Time Coolest Heroes in Pop Culture", og beskrev "Bruce Willis' wisecracking, terrorist-foiling New York cop" karakter som "anti-Bond". Magasinet kaldte karakterne spillet af Keanu Reeves i Speed, Wesley Snipes i Passenger 57 og Jean-Claude Van Damme i Sudden Death som "copycat-afkommere" af John McClane.
Bruce Willis blev kaldt "et formidabelt casting-valg som en sardonisk actionhelt."